# 奇蒿
奇蒿（学名：Artemisia anomala）为菊科蒿属的植物。分布于台灣、越南以及中国大陆的广东、贵州、湖北、湖南、浙江、广西、四川、福建、安徽、江苏、江西、河南等地，生长于海拔480米至1,100米的地区，多生于沟边、灌丛、路旁、低海拔地区林缘、河岸及荒坡等地，目前尚未由人工引种栽培。其干燥全草可入药，称为刘寄奴。

## 别名
刘寄奴（唐 新修本草，中药俗称），金寄奴（日华子本草），乌藤菜（通志），珍珠蒿（台湾植物志），南刘寄奴（湖北、江西），六月霜、九里光、野马兰头（江苏），化食丹（上海），六月雪、白花尾（江西），苦婆菜（福建），细白花草（湖南），“黑补标”、“黑艾”（瑶族土名）

## 异名
- Artemisia anomala S. Moore var. acuminatissima Y. R. Ling
- Artemisia anomala S. Moore var. tomentella Hand.-Mazz.

## 延伸阅读
[在维基数据编辑]
 《欽定古今圖書集成·博物彙編·草木典·劉寄奴部》，出自陈梦雷《古今圖書集成》
 《植物名實圖考·劉寄奴》，出自吳其濬《植物名實圖考》

## 外部連結
- 奇蒿 Qihao（页面存档备份，存于） 藥用植物圖像數據庫 (香港浸會大學中醫藥學院) （繁體中文）（英文）
- 劉寄奴 Liu  Ji Nu（页面存档备份，存于） 中藥標本數據庫 (香港浸會大學中醫藥學院) （繁體中文）（英文）
- 图片